# Muri, Elveția
Muri este o comună de 7.761 de locuitori ai Cantonului Argovia, în districtul Muri din care este capitala. 

## Istorie
Comuna Muri a fost înființată în 1816 odată cu fuziunea a patru dintre comunitățile satului din cercul antic Muri ; În schimb, Aristau a creat o nouă comună autonomă . 

## Monumente și locuri de interes

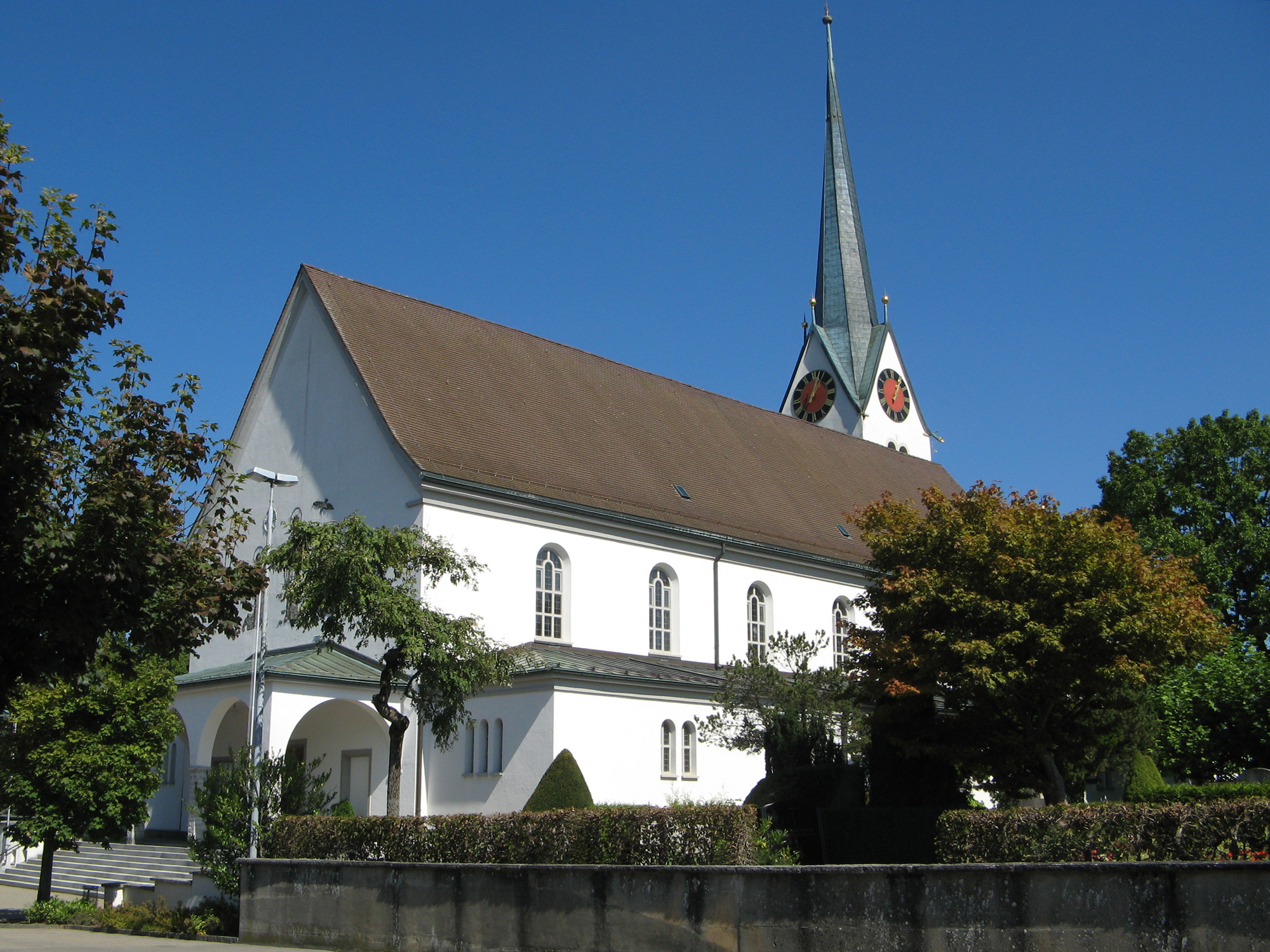
Biserica catolică din San Goar

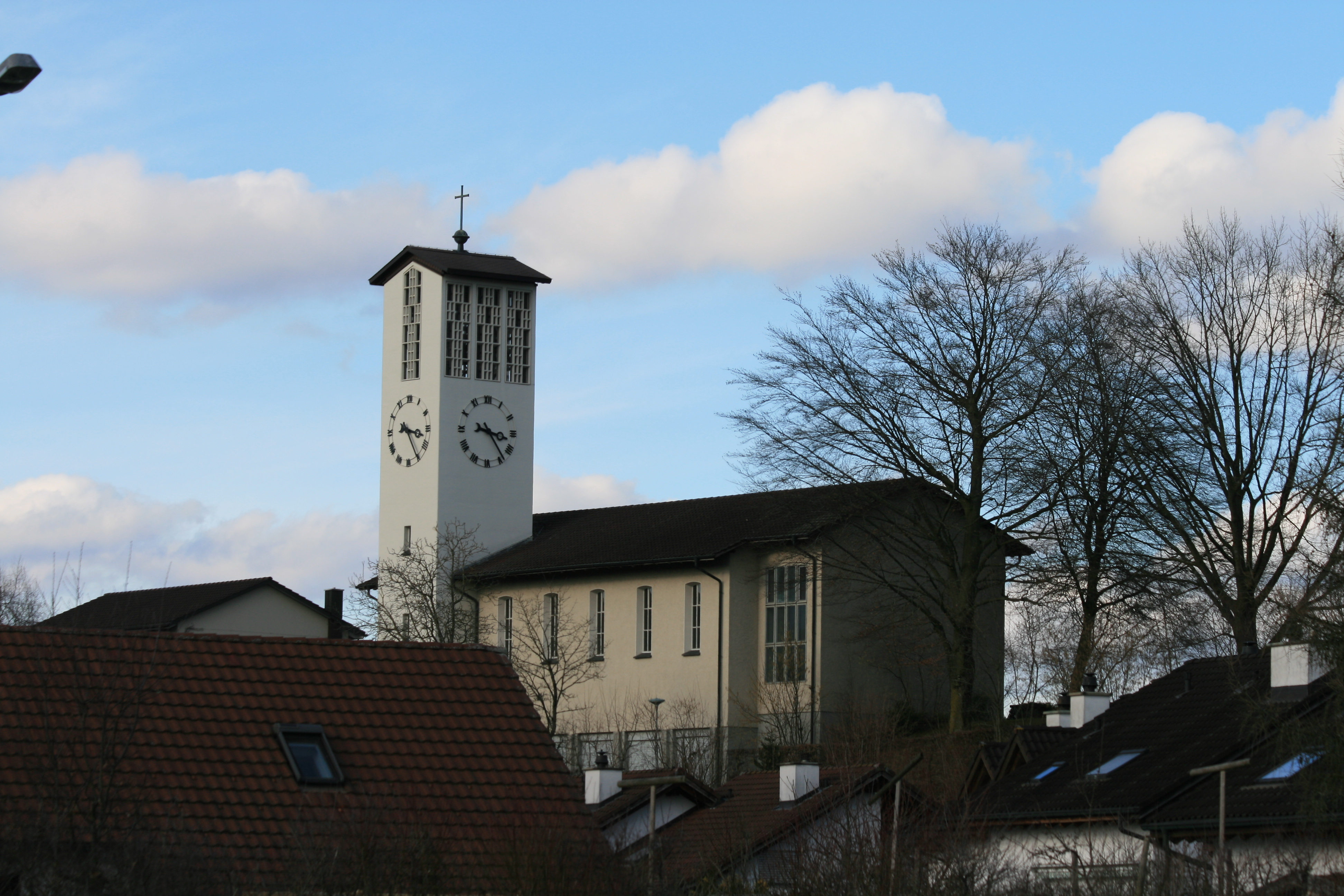
Biserica reformată

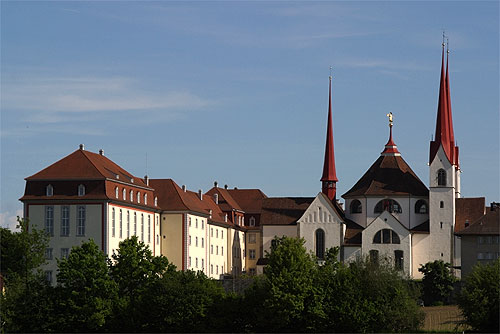
Abația Muri

- Biserica catolică din San Goar, reconstruită în 1335, 1584, 1640-1646 și 1935-1936[2];
- Biserica reformată, construită în 1954-1955;
- Abația Muri, fondată de Casa de Habsburg în 1027 și suprimată în 1841.[4]

## Societate

### Evoluția demografică
Evoluția demografică este prezentată în următorul tabel :
Muri, Elveția - evoluția demografică

|  | Graficele sunt indisponibile din cauza unor probleme tehnice. Mai multe informații se găsesc la Phabricator și la wiki-ul MediaWiki. |

Date: Recensăminte sau birourile de statistică - grafică realizată de Wikipedia

## Geografie antropică

### Sate
- Egg
- Hasli
- Langenmatt
- Muri-Dorf
- Muri-Wey
- Wili

## Infrastructură și transport

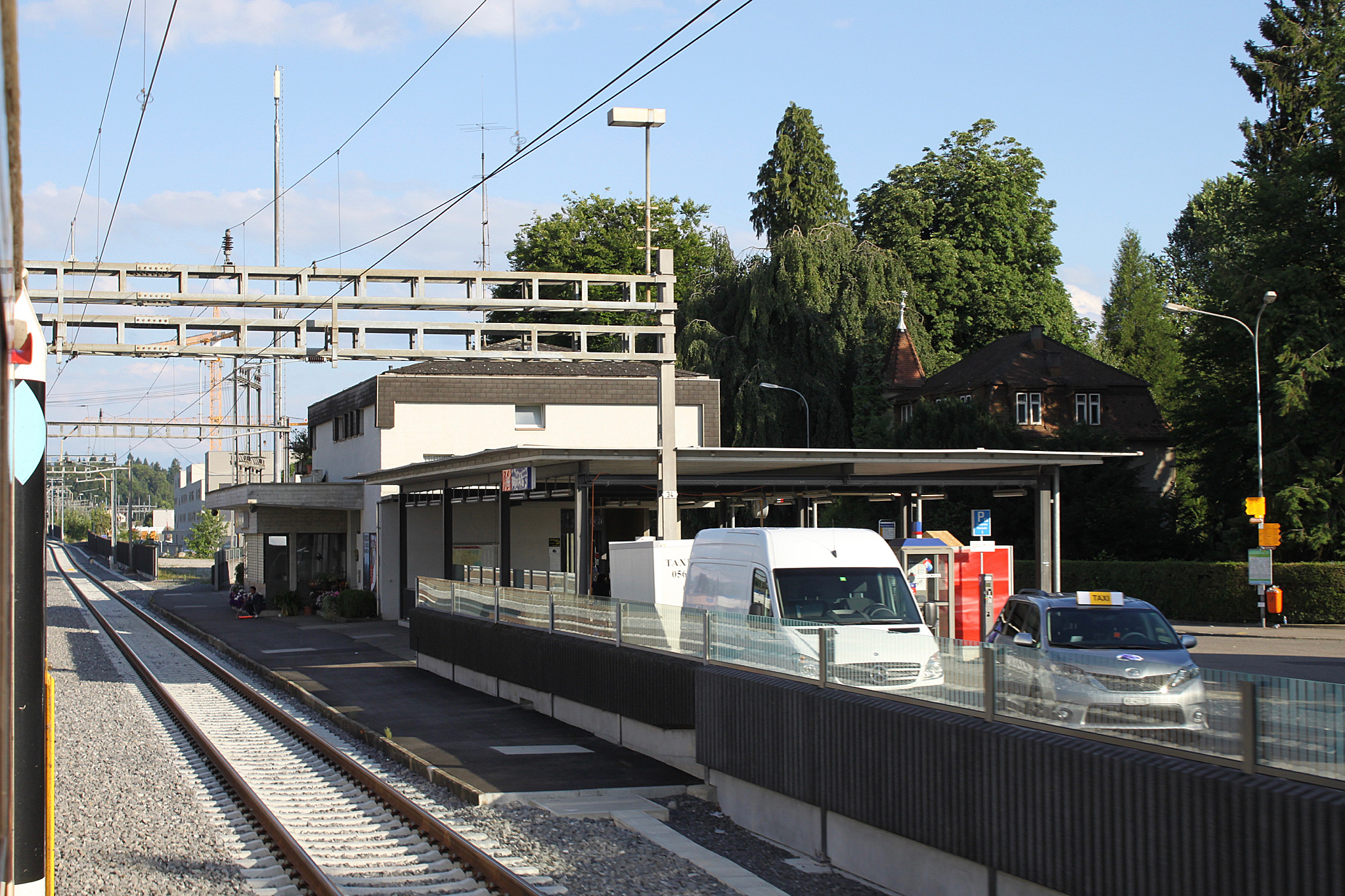
Gara Muri

Muri este deservit de stația cu același nume de pe calea ferată Aarau-Rotkreuz (linia S26 a rețelei exprese Aargau). 

## Administrație
Fiecare familie originară a locului face parte din așa-numita municipalitate patriciană și este responsabilă pentru întreținerea fiecărui bun care se încadrează în limitele municipalității. 

## Alte proiecte
- Wikimedia Commons contiene immagini o altri file su Muri